# Jerzy Prusiecki
Jerzy Prusiecki (ur. 11 stycznia 1936 w Łodzi) – polski działacz partyjny i państwowy, w latach 1980–1986 I sekretarz Komitetu Wojewódzkiego PZPR w Elblągu.

## Życiorys
Syn Wacława i Stanisławy. W 1962 wstąpił do Polskiej Zjednoczonej Partii Robotniczej, zasiadał w Miejskiej Radzie Narodowej w Elblągu. Związał się z Komitetem Zakładowym PZPR przy Zakładach Mechanicznych im. gen. K. Świerczewskiego „Zamech”, gdzie od 1970 do 1972 był I sekretarzem. Następnie do 1975 pozostawał sekretarzem ds. ekonomicznych i II sekretarzem w Komitecie Miasta i Powiatu w Elblągu. Od 1975 związany z tamtejszym Komitetem Wojewódzkim PZPR, w którym zajmował stanowiska kierownika Wydziału Ekonomicznego (1975–1977) i sekretarza (1977–1980). Od 11 grudnia 1980 do 13 stycznia 1986 pełnił funkcję I sekretarza KW PZPR w Elblągu (w 1984 uzyskał reelekcję). Od lipca 1981 pozostawał zastępcą członka Komitetu Centralnego partii i członkiem Komisji Wewnątrzpartyjnej przy KC.